# Anosy

Anosy liegt im Süden Madagaskars

Wappen des Distriktes

Anosy ist eine der 22 Regionen Madagaskars. Es gehört zur Provinz Toliara im Südosten der Insel. Es grenzt im Westen an Androy, im Osten an Atsimo-Atsinanana und im Norden an Ihorombe.

## Geographie
Die Hauptstadt ist Tolagnaro (früherer Name: Fort-Dauphin) mit 39.000 Einwohnern (2001). Anosy hat ungefähr 544.200 Einwohner (2004), die Oberfläche beträgt 25.731 km².

## Verwaltungsgliederung
Die Region ist in drei Distrikte aufgeteilt:
- Amboasary
- Betroka
- Tôlanaro

## Naturreservate
- Der Nationalpark Andohahela befindet sich ungefähr 40 km nordwestlich von Tolagnaro.
- Das Naturreservat Cap Sainte Marie liegt 63 km südlich von Tsihombe (230 km südlich von Fort-Dauphin)